# 沃爾斯特里特 (密蘇里州)
沃爾斯特里特（英語：Wall Street）是位於美國密蘇里州達拉斯縣的非建制地區。

## 歷史
沃爾斯特里特的郵局於1902年設立，其後於1907年停運。

## 地理
沃爾斯特里特所處的海拔為高於海平面364米（即1194英呎），而該地所採用的時區為UTC-6，即北美中部時區（CST）。同時該地設有夏令時間，為UTC-6調快一小時，即UTC-5（CDT）。